# Жаргалан
Жаргалан – сомон аймаку Говь-Алтай, Монголія. Територія 3,7 тисяч км2, населення 3,2 тисячі. Центр – селище Буянбат знаходиться на відстані 80 км від міста Алтай та 1130 км від Улан-Батора. Є школа, лікарня, торговельно-культурні центри.

## Рельєф
Гора Хасагтхайрхан (3578 м), долина Гузеен річки Завхан (1500-1800 м.)

## Клімат
Різкоконтинентальний клімат. Середня температура січня -25 градусів, липня +16 градусів. Протягом року в середньому випадає 200-280 мм опадів.

## Корисні копалини
Запаси заліза, вугілля, фосфору та будівельних матеріалів.

## Тваринний світ
Водяться вовки, манули, лисиці, корсаки